# Holly Michaels
Holly Michaels (* 16. srpna 1990 Phoenix) je bývalá americká pornoherečka.

## Život
Po krátkém působení na webových stránkách MyFreeCams zahájila v roce 2011 ve věku 20 let svou pornografickou kariéru. Poměrně brzy se proslavila svými mírami, díky nimž byla v roce 2012 vyhlášena Best New Starlet podle AVN. Natočila více než sto filmů pro řadu společností, včetně Elegant Angel, Jules Jordan Video, PornPros, Brazzers a Red Light District Video.
V roce 2014 se dočasně z pornoprůmyslu stáhla, aby se vypořádala s blížícím se mateřstvím a plánovala svatbu, na scénu se vrátila na jaře 2016. Později téhož roku odešla z pornoprůmyslu natrvalo.

## Dílčí filmografie
- Pussy Is the Best Medicine 2 (2018)
- The Riley Reid Experience (2016)
- Big Titty Fuck Dolls (2016)
- Sweet Distraction (2016)
- Tushy (2016)
- The Eva Lovia Experience (2016)
- Black Loads Matter (2016)
- Between Teens (2015)
- Fill Me with Your Orgasm 4 (2015)
- Pure Anal Pleasure 4 (2015)
- Perfectly Trimmed Bush (2015)
- Women Seeking Women 113 (2015)
- Me and My Girlfriend 6 (2014)
- Young Girl Seductions 2 (2014)
- Real Slut Party 17 (2014)
- Superstars 1st Anal (2014)
- Wet Asses 3 (2014)
- Threesome Fantasies Fulfilled (2014)
- Too Much Anal 2 (2014)
- 2 Chicks Same Time 16 (2014)
- Cumshot Eruptions 2 (2014)
- Size Does Matter 3 (2013)
- Glamour Solos 2 (2013)
- Couples Camp 2 (2013)
- Fill My Teen Throat 10 (2013)
- Lisa Ann's School of MILF (2013)
- Fill Me with Your Orgasm (2013)
- Down the Rabbit Hole (2013)
- My Ex Girlfriend 7 (2013)
- The Beautiful Slit (2013)
- Internal Deep Tissue Massage (2013)
- Church of Bootyism 3 (2013)
- Me and My Girlfriend 3 (2012)
- Amateurs Raw 1 (2012)
- Anal Honeys 1 (2012)
- 2 Chicks Same Time 12 (2012)
- Buttman's Stretch Class 12 (2012)
- Big Wet Asses 21 (2012)
- Bachelorette Parties 4 (2012)
- Femdom Ass Worship 13 (2012)
- Filthy Cocksucking Auditions (2012)
- Dani Elegant (2012)
- Gangbanged 4 (2012)
- Hot Anal Injection 2 (2012)
- In the VIP 10 (2012)
- ATK Moisturized Babes (2012)
- Interracial Gloryhole Initiations 12 (2012)
- Jesse Jane Home Wrecker 3 (2012)
- Kayden Kross Home Wrecker 2 (2012)
- Lust Unleashed Pure Passion (2012)
- Mammoth Dick Brothers 3 (2012)
- Miss Teen Strap America 2 (2012)
- Monsters of Cock 33 (2012)
- Seduced by Mommy 3 (2012)
- Skip Trace (2012)
- Strap On Anal Lesbians (2012)
- Mean Bitches POV 5 (2012)
- Anal Playground (2011)
- Anal Workout (2011)
- Barely Legal 116 (2011)
- Best New Starlets 2012 (2011)
- Big Anal Booties (2011)
- Boobzilla 4 (2011)
- Church of Bootyism 2 (2011)
- Cougars Kittens and Cock (2011)
- Fantasy Handjobs (2011)
- Anal Playground (2011)
- Forced Bi Cuckolds 14 (2011)
- Massive Facials 4 (2011)
- Miss Teen Strap America 1 (2011)
- Moms Pimp Their Daughters 2 (2011)
- My Sister's Hot Friend 24 (2011)
- Nacho Vidal Back 2 USA (2011)
- Naughty Bookworms 25 (2011)
- North Pole 92 (2011)
- Only Teen Blowjobs 16 (2011)
- Phat Bottom Girls 5 (2011)
- POV Pervert 15 (2011)
- Seduction (II) (2011)
- Slut Puppies 5 (2011)
- Swimsuit Calendar Girls 2011 (2011)
- Teacher's Pet 1 (2011)
- Teen Fidelity 4 (2011)
- Top Heavy Tarts 18 (2011)
- Totally Stacked 3 (2011)
- Tug Jobs 21 (2011)
- We Swallow 31 (2011)
- Young Ripe Mellons 10 (2011)